# Выпуклый анализ

3-мерный выпуклый многогранник. Выпуклый анализ включает не только изучение выпуклых подмножеств евклидовых пространств, но и изучение выпуклых функций на абстрактных пространствах.

Выпуклый анализ — это ветвь математики, посвящённая изучению свойств выпуклых функций и выпуклых множеств, часто имеющая приложения в выпуклом программировании, подобласти теории оптимизации.

## Выпуклые множества
Выпуклое множество является множеством {\displaystyle C\subseteq X} для некоторого векторного пространства X, такое что для любых {\displaystyle x,y\in C} и {\displaystyle \lambda \in [0,1]}
{\displaystyle \lambda x+(1-\lambda )y\in C}.

## Выпуклая функция
Выпуклая функция — любая расширенная вещественнозначная функция {\displaystyle f:X\to \mathbb {R} \cup \{\pm \infty \}}, которая удовлетворяет неравенству Йенсена, то есть, для любых {\displaystyle x,y\in X} и любой {\displaystyle \lambda \in [0,1]}
{\displaystyle f(\lambda x+(1-\lambda )y)\leqslant \lambda f(x)+(1-\lambda )f(y)}.
Эквивалентно, выпуклой функцией является любая (расширенная) вещественнозначная функция, такая что её надграфик
{\displaystyle \left\{(x,r)\in X\times \mathbf {R} :f(x)\leqslant r\right\}}
является выпуклым множеством.

## Выпуклое сопряжение
Выпуклое сопряжение расширенной вещественнозначной (не обязательно выпуклой) функции {\displaystyle f:X\to \mathbb {R} \cup \{\pm \infty \}} — это функция {\displaystyle f^{*}:X^{*}\to \mathbb {R} \cup \{\pm \infty \}}, где X* является двойственным пространством пространства X, такая что
{\displaystyle f^{*}(x^{*})=\sup _{x\in X}\left\{\langle x^{*},x\rangle -f(x)\right\}.}

### Двойное сопряжение
Двойное сопряжение функции {\displaystyle f:X\to \mathbb {R} \cup \{\pm \infty \}} — это сопряжение сопряжения, что обычно записывается как {\displaystyle f^{**}:X\to \mathbb {R} \cup \{\pm \infty \}}. Двойное сопряжение полезно, когда нужно показать, что выполняется сильная или слабая двойственность (с помощью функции возмущений).
Для любого {\displaystyle x\in X} неравенство {\displaystyle f^{**}(x)\leqslant f(x)} вытекает из неравенства Фенхеля. Для собственной функции f = f** тогда и только тогда, когда f выпукла и полунепрерывна снизу по теореме Фенхеля — Моро.

## Выпуклая минимизация
(Прямая) задача выпуклого программирования, это задача вида
{\displaystyle \inf _{x\in M}f(x)}
такая что {\displaystyle f:X\to \mathbb {R} \cup \{\pm \infty \}} является выпуклой функцией, а {\displaystyle M\subseteq X} является выпуклым множеством.

### Двойственная задача
Принцип двойственности в оптимизации утверждает, что задачи оптимизации можно рассматривать с двух точек зрения, как прямую задачу или двойственную задачу.
общем случае, если дана двойственная пара отделимых локально выпуклых пространств {\displaystyle \left(X,X^{*}\right)} и функция {\displaystyle f:X\to \mathbb {R} \cup \{+\infty \}}, мы можем определить прямую задачу как нахождение такого {\displaystyle {\hat {x}}}, что {\displaystyle f({\hat {x}})=\inf _{x\in X}f(x).\,}
Другими словами, {\displaystyle f({\hat {x}})} — это инфимум (точная нижняя граница) функции {\displaystyle f}.
Если имеются ограничения, они могут быть встроены в функцию {\displaystyle f}, если положить {\displaystyle {\tilde {f}}=f+I_{\mathrm {constraints} }}, где {\displaystyle I} — индикаторная функция. Пусть теперь {\displaystyle F:X\times Y\to \mathbb {R} \cup \{+\infty \}} (для другой двойственной пары {\displaystyle \left(Y,Y^{*}\right)}) будет функцией возмущений, такой что {\displaystyle F(x,0)={\tilde {f}}(x)}.
Двойственная задача для этой функции возмущения по отношению к выбранной задаче определяется как
{\displaystyle \sup _{y^{*}\in Y^{*}}-F^{*}(0,y^{*})}
где F* является выпуклым сопряжением по обоим переменным функции F.
Разрыв двойственности — это разность правой и левой частей неравенства
{\displaystyle \sup _{y^{*}\in Y^{*}}-F^{*}(0,y^{*})\leqslant \inf _{x\in X}F(x,0),\,}
где {\displaystyle F^{*}} — выпуклое сопряжение от обоих переменных, а {\displaystyle \sup } означает супремум (точную верхнюю границу).
{\displaystyle \sup _{y^{*}\in Y^{*}}-F^{*}(0,y^{*})\leqslant \inf _{x\in X}F(x,0).}
Этот принцип тот же самый, что и слабая двойственность. Если обе стороны равны, говорят, что задача удовлетворяет условиям сильной двойственности.
Существует много условий для сильной двойственности, такие как:
- F = F**, где F является функцией возмущений[англ.] для прямой и двойственной задач, а F** является двойным сопряжением функции F;
- прямая задача является задачей линейного программирования;
- Условие Слейтера для задач выпуклого программирования[8][9].

#### Двойственность Лагранжа
Для выпуклой задачи минимизации с ограничениями-неравенствами
{\displaystyle \min _{x}f(x)} при условиях {\displaystyle g_{i}(x)\leqslant 0} для i = 1, …, m.
двойственной задачей Лагранжа будет
{\displaystyle \sup _{u}\inf _{x}L(x,u)} при условиях {\displaystyle u_{i}(x)\geqslant 0} для i = 1, …, m,
где целевая функция L(x, u) является двойственной функцией Лагранжа, определённой следующим образом:
{\displaystyle L(x,u)=f(x)+\sum _{j=1}^{m}u_{j}g_{j}(x)}